# Шкодовский, Юрий Михайлович
Юрий Михайлович Шкодо́вский (16 ноября 1947, Новая Водолага, Харьковская область — 14 мая 2020, Харьков) — украинский архитектор и педагог, кандидат архитектуры (2001), профессор, заслуженный архитектор Украины (1997), лауреат Государственной премии Украины в сфере архитектуры (2001), народный архитектор Украины (2004). Главный архитектор Харькова (1994—2001), ректор Харьковского университета строительства и архитектуры.

## Биография
Юрий Михайлович Шкодовский родился 16 ноября 1947 года в посёлке Новая Водолага. В 1971 году окончил Харьковский инженерно-строительный институт. С 1965 по 1983 года работал в институте «Укргорстройпроект». С 1983 по 1994 год являлся заместителем начальника Главного архитектурно-планировочного управления Харьковского горисполкома.
С 1994 по 1998 года был заместителем начальника Главного управления градостроительства и архитектуры Харьковского горисполкома. Одновременно с 1994 по 2001 год был главным архитектором Харькова и с 1998 по 2001 год был начальником управления градостроительства и архитектуры Харьковского горсовета. Впоследствии с 2001 года стал начальником управления градостроительства и архитектуры Харьковской облгосадминистрации.
С 2008 года являлся исполняющим обязанности ректора Харьковского университета строительства и архитектуры. С 2011 года ректор и заведующий кафедрой урбанистики Харьковского национального университета строительства и архитектуры.

## Публикации
- Шкодовський Ю. Методологічні основи екологічної реабілітації архітектурного середовища міста : автореф. дис. д-ра архіт. : 18.00.01 / Юрій Михайлович Шкодовський; В.о. Харків. держ. техн. ун-т буд-ва та архіт..- Харків : Б.в., 2007.- 37 с.
- Шкодовський Ю. Урбаністика : підручник. Издательство: ХНУБА, 2012 г.

## Награды
- Заслуженный архитектор Украины (1997),
- Государственная премия Украины в области архитектуры (2001),
- Народный архитектор Украины (2004),
- Золотая медаль Украинской академии архитектуры (2002),
- Почётный знак харьковского городского головы (2004),
- Премия «Народное признание» (2005),
- Орден князя Ярослава Мудрого V степени (2007),
- Почётный гражданин Харьковской области (2014)[3].

## Почётные членства
- Действительный член инженерной академии Украины (2012)[4].